# Zoe (Mond)
Zoe ist die kleinere Komponente (Mond) des Doppelasteroiden-Systems des Kuipergürtelasteroiden und Cubewanos (58534) Logos. Sein mittlerer Durchmesser beträgt rund 66 Kilometer, womit er nur etwa 14,3 % kleiner als der Mutterasteroid ist.

## Entdeckung und Benennung
Zoe wurde am 17. November 2001 von Keith S. Noll, Denise C. Stephens, Will M. Grundy, John Spencer, Robert L. Millis, Marc W. Buie, Dale Cruikshank, Stephen C. Tegler und William Romanishin bei Beobachtungen mit dem Hubble-Weltraumteleskop entdeckt. Zoe wurde bei 0,045 Bogensekunden Abstand zu dem vier Jahre zuvor entdeckten Typhon gefunden, mit einer Differenz der scheinbaren Helligkeit von 0,42. Die Entdeckung wurde am 11. Februar 2002 bekanntgegeben; der Begleiter erhielt die vorläufige Bezeichnung S/2001 (58534) 1. 
Am 23. November 2006, zusammen mit den Systemen Typhon/Echidna und Ceto/Phorcys, wurden die beiden Körper von der Internationalen Astronomischen Union (IAU) dann offiziell nach Logos und Zoe benannt. In der gnostischen Tradition sind diese ein Paar.

## Bahneigenschaften

Bahneigenschaften

Zoe umkreist Logos in einer prograden, sehr elliptischen Umlaufbahn zwischen 4405 und 11 614 km Abstand zu dessen Zentrum (Große Bahnhalbachse 8010 km beziehungsweise ca. 200,3 Logos- bzw. 242,7 Zoeradien). Da beide um den gemeinsamen Schwerpunkt kreisen, ist das System als Doppelasteroiden-System aufzufassen. Die Bahnexzentrizität beträgt 0,45, die Bahn ist 121,5° gegenüber der Ekliptik geneigt. 
Zoe und Logos umrunden einander in 312 Tagen, was etwa 359,4 Umläufen in einem Logos-Jahr (rund 307 Erdjahre) entspricht.

## Physikalische Eigenschaften
Zoe hat einen Durchmesser von geschätzten 66 km (etwa 85,7 % des Zentralkörpers), beruhend auf dem Logos entsprechenden angenommenen gleichen Rückstrahlvermögen von 39 % ± 17 %, was für ein kleines KBO außergewöhnlich hoch ist.

## Erforschung
Seit der Entdeckung 2001 konnte Zoe durch das Hubble-Weltraumteleskop sowie durch erdgebundene Teleskope beobachtet werden und dabei ihre Bahnelemente bestimmt werden.